# 風早村
風早村（かざはやむら）は、千葉県東葛飾郡にかつて存在した村である。現在の千葉県柏市の南東部に位置している。
村の北部には手賀沼があり、西部には大津川が流れている。

## 沿革
- 1889年4月1日 - 町村制施行により、塚崎村、大井村、大島田村、蓑輪村、五条谷村、高柳村、藤ヶ谷村、藤ヶ谷新田、大井村新田、箕輪村新田が合併して南相馬郡風早村が発足。[1]
- 1897年3月30日 - 南相馬郡が東葛飾郡に編入されたためその所属となる。
- 1955年3月30日 - 手賀村と合併して沼南村となり、消滅する。
- 1964年2月1日 - 沼南村が町制を施行し、沼南町となる。
- 2005年3月28日 - 沼南町が柏市へ編入される。

## 交通

### 鉄道
- 東武鉄道
  - 野田線
    - 高柳駅

## 出身人物
- 大久保忠均（政治家）

村長を務めた。

### ゆかりある人物
- 小沢一郎（政治家）

小沢の母親が風早村の出身である